# Alyxia kongtumensis
Alyxia kongtumensis är en oleanderväxtart som beskrevs av Ly. Alyxia kongtumensis ingår i släktet Alyxia och familjen oleanderväxter. Inga underarter finns listade i Catalogue of Life.